# Lappa

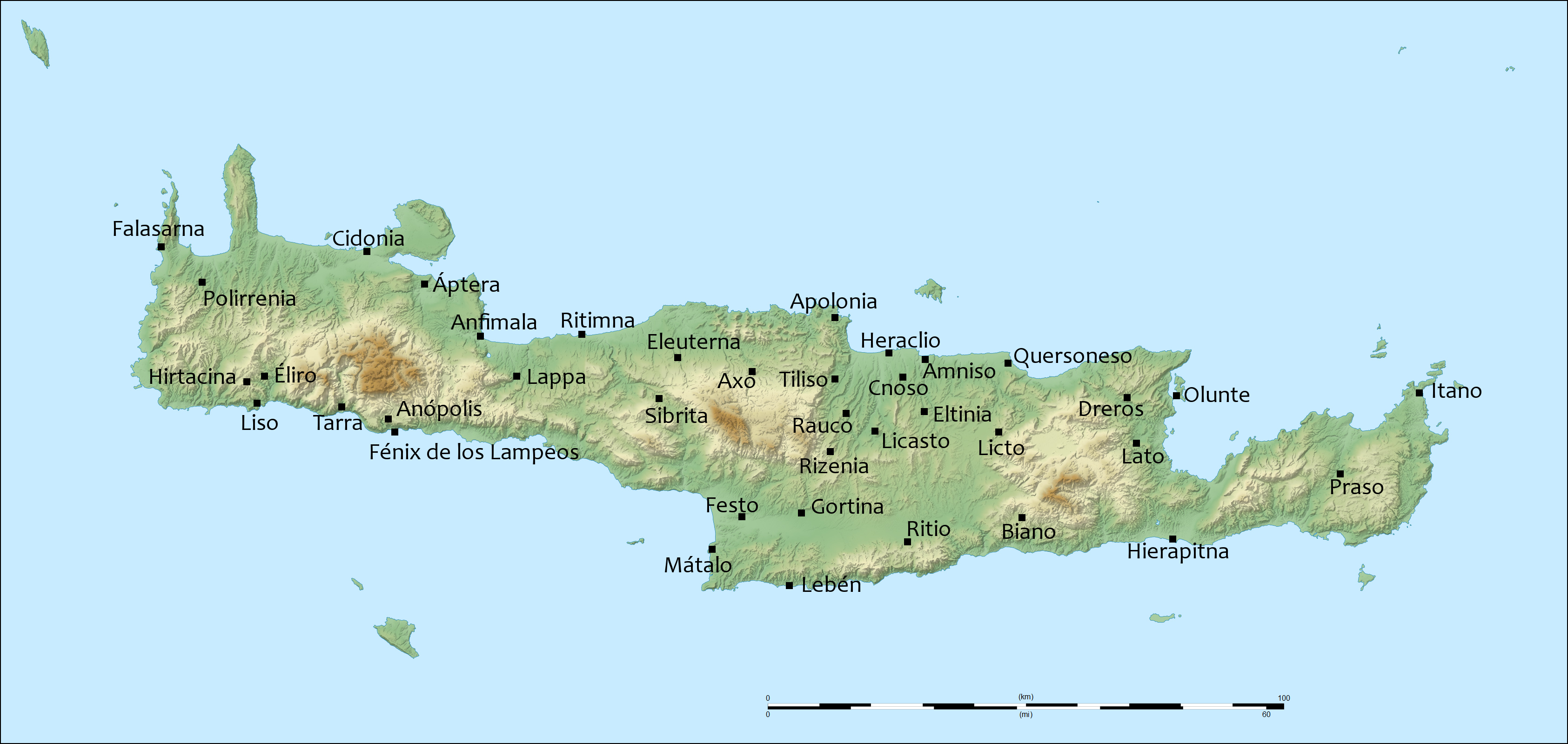
Mapa de Creta con la ubicación de algunas de las principales ciudades en los periodos clásico y helenístico donde figura Lappa, en el interior de la isla, al suroeste de Ritimna.

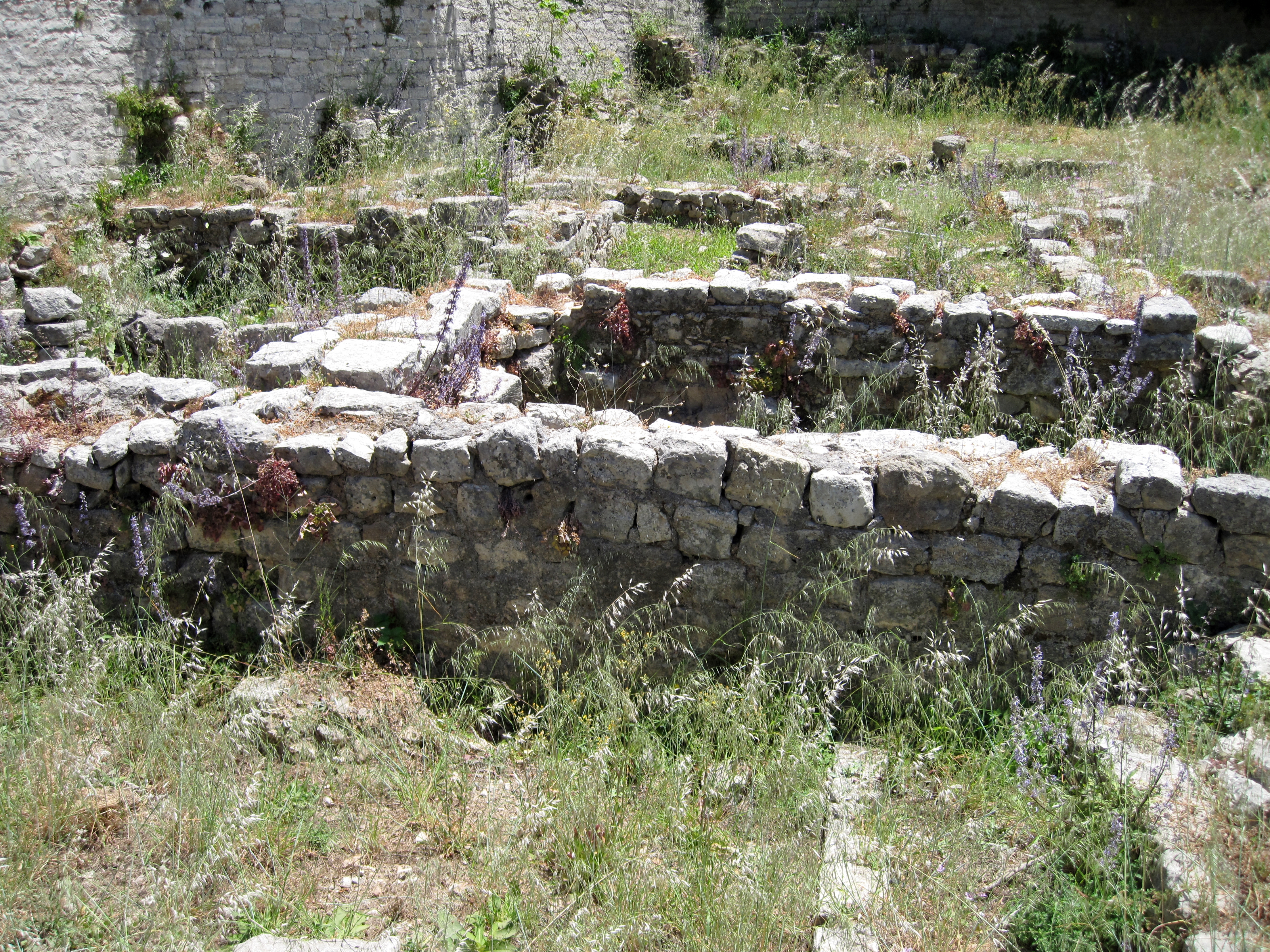
Restos de la antigua Lappa

Lappa (en griego, Λάππα) es el nombre de una antigua ciudad griega de Creta.
Su territorio es denominado Lapea o Lampea por autores como Teofrasto y Pseudo-Escílax. Este último menciona que el territorio estaba bañado por el río Mesapo. Estrabón menciona la localidad de Fénix de los Lampeos, que debía ser parte de este territorio.
Durante una guerra que se produjo entre Cnosos y Lictos hacia 221-219 a. C., en un principio todos los cretenses luchaban contra Lictos pero luego surgieron desavenencias entre los cretenses y algunos, como los habitantes de Lappa, junto con los de Polirrenia, Cerea, Orio y arcadios de Creta se aliaron con Lictos.
Lappa es mencionada en la lista de las ciudades cretenses que firmaron una alianza con Eumenes II de Pérgamo en el año 183 a. C.
Se conservan monedas acuñadas por Lappa fechadas desde aproximadamente los años 330-280/70 a. C. donde figura la inscripción «ΛΑΠΠΑΙΟΝ».
En el año 67 a.  C. fue conquistada por el romano Quinto Cecilio Metelo Crético, después de que este tomara Eleuterna. Octavio Augusto concedió la libertad a la ciudad como pago por la ayuda de sus habitantes en la guerra contra Marco Antonio y ayudó a la reconstrucción de la ciudad, pues había sido destruida.
Aparece citada en la lista de 22 ciudades de Creta del geógrafo bizantino del siglo VI Hierocles.
Sus restos se localizan en la población actual de Argirúpoli.